# Helvina howdenorum
Helvina howdenorum là một loài bọ cánh cứng trong họ Cerambycidae.